# Wysoczyzna Drohiczyńska
Wysoczyzna Drohiczyńska (Wysoczyzna Drohicka) (843.38) – mezoregion fizycznogeograficzny we wschodniej Polsce, w południowej części Niziny Północnopodlaskiej, w międzyrzeczu Nurca i środkowego Bugu. Graniczy od północy z niższą Równiną Bielską, od północnego zachodu z Wysoczyzną Wysokomazowiecką a od południa z Podlaskim Przełomem Bugu (Nizina Południowopodlaska). Na wschodzie region styka się z Białorusią.
Mezoregion jest wysoczyzną – falistą równiną osiągającą wysokość do 210 m n.p.m. (stożki sandrowe w okolicach Radziwiłłówki). Na terenie Wysoczyzny Drohiczyńskiej występują również ozy (koło Siemiatycz), kemy (pod Milejczycami, najwyższy 183 m) i ostańce morenowe. Niedaleko Mielnika znajdują się eksploatowane odsłonięcia margli kredowych.
Wysoczyzna Drohiczyńska jest regionem umiarkowanie zalesionym, lasy stanowią około 24% jej powierzchni. Głównymi miastami regionu są Siemiatycze, południowa część Ciechanowca oraz Drohiczyn, od którego region bierze nazwę.